# Erhalt uns, Herr, bei deinem Wort, BWV 126
Erhalt uns, Herr, bei deinem Wort, BWV 126 (Senyor, fes que restem fidels a ta paraula), és una cantata religiosa de Johann Sebastian Bach per al diumenge de sexagèsima, el penúltim abans de la quaresma, estrenada a Leipzig, el 4 de febrer de 1725.

## Origen i context
L'autor, desconegut, es basa en dos himnes de Luter; el primer de tres estrofes, de l'any 1542, dona títol a la cantata, i se'n conserven literalment la primera i la tercera en els números 1 i 3, respectivament, de la cantata. Els números 2, 4 i 5 i el recitatiu del número 3, s'han escrit a partir de la segona estrofa i d'unes addicions fetes per Justus Jonas. El segon himne emprat és Verleib uns Frieden gnädiglich, la versió alemanya de Luter del cant llatí Da pacem, Domine, al qual Johann Walter l'any 1566 afegí una estrofa inspirada en la Primera carta a Timoteu (2,2) i que s'empra en el coral final. El llibret està inspirat en la paràbola del sembrador recollida en l'evangeli del dia Lluc (8, 4-15), encara que no hi ha referències específiques. Per a aquest diumenge, el segon dels tres que precedeixen la quaresma, es conserven, a més d'aquesta, la BWV 18 i la BWV 186.

## Anàlisi
Obra escrita per a contralt, tenor, baix i cor; trompeta aguda, dos oboès, corda i baix continu. Consta de sis números.
1. Cor: Erhalt uns, Herr, bei deinem Wort (Senyor, fes que restem fidels a ta paraula)
2. Ària (tenor): Sende deine Macht von oben (Fes-nos baixar el teu poder)
3. Recitatiu i coral (contralt i tenor): Der Menschen Gunst und Macht wird wenignützen (El favoritisme i el poder dels homes no valen res)
4. Ària (baix): Stürze zu Boden, schwülstige Stolze! (Aterra l'altivesa dels orgullosos!)
5. Recitatiu (tenor): So wird dein Wort und Wahrheit offenbar (Així, se'ns mostrarà la teva paraula i veritat)
6. Coral: Verleih uns Frieden gnädiglich (Atorga'ns, al present, Déu Senyor Nostre)

La música té un to militar d'acord amb l'estil combatiu del text que proclama bel·ligerància contra els Papes i els infidels (turcs), que reflecteix l'ambient de l'època de la implantació de la Reforma luterana; en aquest sentit en el cor inicial hi destaca un ritme agressiu i el protagonisme de la trompeta. El segon número és una ària de tenor en diàleg amb els dos oboès i el continu, a destacar unes vocalitzacions excepcionals sobre erfreuen (solaçar) i zerstreuen (dissipar) que li donen un aire operístic. En el recitatiu del número 3, contralt i tenor s'alternen en el cant dels versos de Luter i s'encadenen amb el coral a dos veus. L'ària de baix del número 4 acompanyat només pel continu, expressa amb una gran plasticitat el text. En el recitatiu de tenor, número 5, s'extreuen les conclusions doctrinals presents en els dos himnes que basteixen la cantata i dona pas al coral final, que acaba amb un Amen bastant desenvolupat. Té una durada aproximada d'uns vint minuts.

## Discografia seleccionada
- J.S. Bach: Das Kantatenwerk. Sacred Cantatas Vol. 7. Nikolaus Harnoncourt, Tölzer Knabenchor (Gerard Schmidt-Gaden, director), Concentus Musicus Wien, Paul Esswood, Kurt Equiluz, Thomas Thomaschke. (Teldec), 1994.
- J.S. Bach: The complete live recordings from the Bach Cantata Pilgrimage. CD 10: Southwell Minster, Nottinghamshire; 27 de febrer de 2000. John Eliot Gardiner, Monteverdi Choir, English Baroque Soloists, Robin Tyson, James Gilchrist, Sephan Loges. (Soli Deo Gloria), 2013.
- J.S. Bach: Complete Cantatas Vol. 14. Ton Koopman, Amsterdam Baroque Orchestra & Choir, Franziska Gottwald, Paul Agnew, Klaus Mertens. (Challenge Classics), 2005.
- J.S. Bach: Cantatas Vol. 34. Masaaki Suzuki, Bach Collegium Japan, Robin Blaze, Gerd Türk, Peter Kooij. (BIS), 2005.
- J.S. Bach: Church Cantatas Vol. 40. Helmuth Rilling, Gächinger Kantorei, Bach-Collegium Stuttgart, Helen Watts, Adalbert Kraus, Wolfgang Schöne. (Hänssler), 1999.